# Samari(III) sulfat
Samari(III) sunfat là một hợp chất vô cơ, là muối của kim loại samari và axit sunfuric có công thức hóa học Sm2(SO4)3, tinh thể màu vàng nhạt, tan trong nước, tạo thành tinh thể ngậm nước.

## Điều chế
Sự hòa tan của samari(III) oxit trong axit sunfuric sẽ tạo ra muối:
{\displaystyle {\mathsf {Sm_{2}O_{3}+3H_{2}SO_{4}\ \xrightarrow {} \ Sm_{2}(SO_{4})_{3}+3H_{2}O}}}

## Tính chất vật lý
Samari(III) sunfat tạo thành các tinh thể màu vàng nhạt.
Nó hòa tan tốt trong nước với khả năng bị thủy phân cation yếu.
Nó tạo thành octahydrat Sm2(SO4)3·8H2O.

## Tính chất hóa học
- Muối khan thu được bằng cách đun nóng octahydrat:

{\displaystyle {\mathsf {Sm_{2}(SO_{4})_{3}\cdot 8H_{2}O\ \xrightarrow {450^{o}C} \ Sm_{2}(SO_{4})_{3}+8H_{2}O}}}
- Muối bị phân hủy khi đun nóng mạnh:

{\displaystyle {\mathsf {2Sm_{2}(SO_{4})_{3}\ \xrightarrow {900^{o}C} \ Sm_{2}O_{3}+6SO_{2}+3O_{2}}}}
- Nó phản ứng với kiềm:

{\displaystyle {\mathsf {Sm_{2}(SO_{4})_{3}+6NaOH\ \xrightarrow {} \ 2Sm(OH)_{3}\downarrow +6Na_{2}SO_{4}}}}
- Ngoài ra, nó bị hydro khử thành samari(II) sunfat:

{\displaystyle {\mathsf {Sm_{2}(SO_{4})_{3}+2H_{(Zn,HCl)}^{0}\ \xrightarrow {} \ 2SmSO_{4}\downarrow +H_{2}SO_{4}}}}

## Hợp chất khác
Sm2(SO4)3 còn tạo một số hợp chất với N2H4, như Sm2(SO4)3·12N2H4·4H2O là tinh thể vàng, tan ít trong nước, không tan trong benzen và toluen, d20 ℃ = 2,82 g/cm³.